# Вулиця Ударна (Львів)
Ву́лиця Ударна — колишня вулиця у Залізничному районі міста Львова, в місцевості Сигнівка. 

## Історія
Вулиця прокладена на початку 1960-х років в межах Скнилівського парку. Починалася від вулиці Солом'янки та закінчувалася в межах парку поблизу вулиці Виговського, утворюючи перехрестя з вулицею Чуваською. 1993 року вулиця Ударна приєднана до вулиці Чуваської (нинішня вулиця Чорнобаївська).